# Lars Pettersson (fysiker)
Lars Gunnar Moody Pettersson, ofta skrivet Lars G.M. Pettersson, född 13 april 1951, är en svensk professor i teoretisk kemisk fysik vid Stockholms universitet.

## Biografi
Pettersson disputerade 1984 på avhandlingen Studies in molecular structure and bonding using effective core potential and accurate CI methods. Han delade därefter under två år sin tid mellan två postdoc-tjänster på NASA och IBM, där han använde och utvecklade kvantmekaniska beräkningar och simuleringar för grundforskning inom bland annat ytfysik. År 1988 fick han en docenttjänst vid institutionen för teoretisk fysik vid Stockholms universitet, och år 2000 tillträdde han som professor i teoretisk kemisk fysik vid samma lärosäte.
Pettersson har bland annat medverkat till upptäckten att vatten kan förekomma i två olika tillständ med stor skillnad i struktur och täthet. Resultaten kan skapa större förståelse för vatten vid olika temperaturer och tryck, men också hur vatten påverkas av joner och biomolekyler vilket är av betydelse för livets förutsättningar. Kunskaperna kan leda till nya insikter om hur vatten kan renas och avsaltas.
Pettersson tilldelades 2021 ett "Advanced Grant" från ERC, Europeiska forskningsrådet, för projektet "Gases in Water" där man avser att utveckla en teoretisk beskrivning av hur vattenmolekyler interagerar, bland annat de två formerna HDL (hög densitet) och LDL (låg densitet).
Pettersson har en betydande vetenskaplig publicering som (2021) enligt Google Scholar har över 24 000 citeringar och ett h-index på 84.